# Livre de Deer
Le Livre de Deer est un manuscrit enluminé contenant une partie des évangiles. Daté entre le milieu du IXe et le milieu du Xe siècle avec des ajouts au début du XIIe siècle. Il est réputé comme le plus ancien manuscrit provenant d'Écosse de manière attestée et le seul datant d'avant l'ère normande. Il a sans doute été réalisé à l'abbaye de Deer à Buchan dans l'Aberdeenshire. Il est actuellement conservé à la bibliothèque de l'université de Cambridge.

## Historique
L'origine précise du manuscrit est difficile à déterminer. Il contient des textes ajoutés au début du XIIe siècle dans les marges du manuscrit attestant qu'il se trouvait à cette époque dans l'abbaye de Deer, qui était alors une communauté de moines fondée par saint Colomba et son disciple Drostan vers 580. Les notes marginales en gaélique ajoutées dans le livre contiennent justement l'histoire des origines du monastère. Elles contiennent par ailleurs la copie d'une charte du roi David Ier d'Écosse accordant sa protection aux moines,.
Le manuscrit reste sans doute en possession de l'abbaye jusqu'à sa suppression au XVIe siècle, même lorsqu'elle est déplacée et refondée non loin de là en 1219 et confiée à l'ordre cistercien. La trace du manuscrit se perd ensuite. Il appartient en 1695 à l'universitaire Thomas Gale. Il le vend en 1697 à un autre universitaire et ecclésiastique, John Moore, évêque d'Ely. Après la mort de ce dernier en 1714, l'ensemble de sa bibliothèque est acquise pour 6000 livres par le roi George Ier et donnée l'année suivante à l'université de Cambridge.
Le manuscrit est redécouvert par le bibliothécaire Henry Bradshaw vers 1860 qui fait traduire les textes en gaélique.

## Description

### Le texte
Le manuscrit dans son état actuel ne contient plus que 86 folios reliés. Il s'agit du plus ancien texte encore conservé écrit en Écosse. Il contient :
- un extrait de l'évangile selon Matthieu (f.1-15) : les 6 premiers chapitres et les 22 premiers versets du 7e)
- un extrait de l'évangile selon Marc (f.16v-27) : les 4 premiers chapitres et les 35 premiers versets du 5e
- un extrait de l'évangile selon Luc (f.29v-40) : les 3 premiers chapitres
- la totalité de l'évangile selon Jean (f.41v-84v)
- le symbole des apôtres (f.85)

L'ensemble du texte d'origine est d'une seule main, dans un latin contenant de nombreuses fautes et suivant un texte à la fois proche de la Vulgate et du texte des évangiles des manuscrits irlandais. Son format de petite taille en fait un évangéliaire portatif, typique de la tradition irlandaise, sur le même modèle que le livre de Mulling ou le livre de Dimma. Il comporte en fin d'ouvrage un colophon écrit en gaélique écossais par le scribe et appelant les lecteurs du manuscrit à prier pour le salut de son âme.
Aux alentours de l'an 1100, plusieurs ajouts de textes sont effectués par les moines du monastère :
- un office divin pour les malades (f.28v-29r) écrit en latin mais selon l'usage irlandais
- une histoire de la fondation de l'abbaye de Deer écrite en gaélique
- 22 chartes de l'abbaye ainsi qu'une dernière charte signée du roi David Ier d'Écosse

### Les décorations
Le manuscrit contient 5 lettrines ornées de motifs géométriques et de têtes d'animaux et de personnages au début des évangiles et des prières. Il est décoré par ailleurs de bordures sur chaque première page des évangiles faites de motifs géométriques et de têtes d'animaux fabuleux.

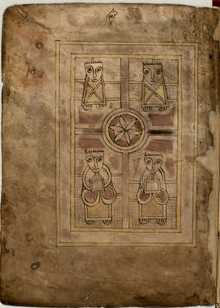
Folio 1v : quatre évangélistes ?
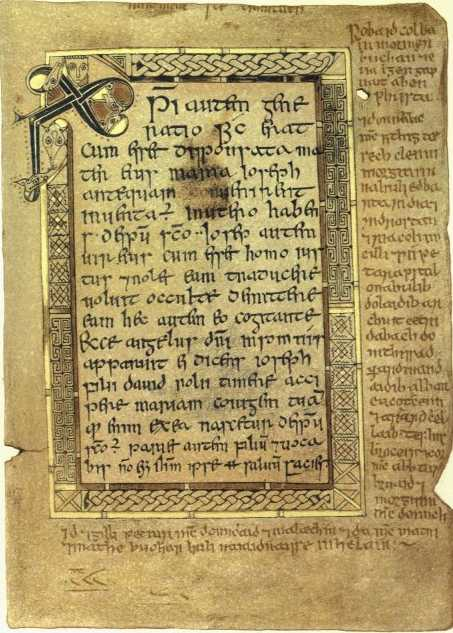
Folio 5r : début de l'évangile de Mathieu (lettrine Chi-ro)

Le manuscrit est surtout connu pour ses miniatures dont 6 en pleine page et 1 sur une demi-page. Elles représentent des personnages aux formes très stylisées et étrangères de l'enluminure irlandaise ou northumbrienne traditionnelle. Leur interprétation a souvent varié et les spécialistes sont encore divisés sur la question. Tout le monde s'accordent désormais pour ne pas y voir de simples représentations des évangélistes mais selon Henderson, il s'agit d'Abraham (f.4v), Zacharie (f.29v), le Christ (f.41v), et l'Ascension (f.85v). Geddes préfère voir : 2 évangélistes et deux autres personnages (1v), saint Matthieu (4v), Zacharie et Luc en un seul personnage (29v), le Christ (41v), la Croix vide (85v), et les quatre évangélists (86v).